# 木の実はあとふる
『木の実はあとふる』（このみはあとふる）は、いでまゆみによる日本の漫画作品。

## 概要
『なかよし』（講談社）にて1984年6月号から1984年9月号まで連載された。

## 書誌情報
- 木の実はあとふる 1985年1月10日 ISBN 978-4061084872
  - 3月うさぎのキャロットパーティー(なかよしデラックス1984年)